# Induzierte Nachfrage
Die induzierte Nachfrage – verwandt mit der latenten Nachfrage und der generierten Nachfrage – ist das Phänomen, dass nach einer Erhöhung des Angebots bei ausreichender Nachfrage der Preis sinkt und mehr von einem Gut konsumiert wird. Dies steht in völligem Einklang mit der ökonomischen Theorie von Angebot und Nachfrage; dennoch ist diese Idee in der Debatte um den Ausbau von Verkehrssystemen wichtig geworden und wird oft als Argument gegen die Erhöhung der Straßenverkehrskapazität als Mittel gegen Staus verwendet. Dieses Phänomen, das korrekter als „induzierter Verkehr“ oder Verbrauch von Straßenkapazität bezeichnet wird, kann ein Faktor sein, der zur Zersiedelung der Landschaft beiträgt. Der Stadtplaner Jeff Speck hat die induzierte Nachfrage als „das große intellektuelle schwarze Loch in der Stadtplanung bezeichnet, die eine fachliche Gewissheit, die jeder denkende Mensch zu akzeptieren scheint, nach der aber fast niemand zu handeln bereit ist.“
Der umgekehrte Effekt, also eine Verringerung der Nachfrage, wird ebenfalls beobachtet.

## Effekt im Verkehrssystem

### Definitionen
Gemäß CityLab:
Induzierte Nachfrage wird oft als Sammelbegriff für eine Vielzahl miteinander verbundener Effekte verwendet, die dazu führen, dass sich neue Straßen schnell bis zur Kapazitätsgrenze füllen. In schnell wachsenden Gebieten, in denen die Straßen nicht für die derzeitige Bevölkerung ausgelegt sind, kann es eine große latente Nachfrage nach neuen Straßenkapazitäten geben, die dazu führt, dass eine Flut neuer Autofahrer sofort auf die Autobahn fährt, sobald die neuen Fahrstreifen geöffnet sind, wodurch diese schnell wieder überlastet werden. Aber diese Personen wohnten vermutlich schon in der Nähe; wie haben sie sich vor dem Ausbau fortbewegt? Vielleicht haben sie alternative Verkehrsmittel genutzt, sind zu Nebenzeiten gereist oder haben diese Fahrten gar nicht gemacht. Aus diesem Grund kann es schwierig sein, die latente Nachfrage von der generierten Nachfrage zu trennen – dem neuen Verkehr, der eine direkte Folge der neuen Kapazität ist. (Einige Forscher versuchen, die generierte Nachfrage als einzigen Effekt der induzierten Nachfrage zu isolieren).
Der technische Unterschied zwischen den beiden Begriffen, die oft synonym verwendet werden, besteht darin, dass die latente Nachfrage eine Fahrt ist, die aufgrund von Restriktionen nicht realisiert werden kann. Sie ist also „aufgestaut“. Induzierte Nachfrage ist die Nachfrage, die durch Verbesserungen der Verkehrsinfrastruktur entstanden ist oder „erzeugt“ wurde. Die induzierte Nachfrage erzeugt also den Verkehr, der als latente Nachfrage aufgestaut war.

### Geschichte
Die latente Nachfrage wird von Straßenverkehrsexperten schon seit vielen Jahrzehnten erkannt und wurde ursprünglich als „Verkehrserzeugung“ bezeichnet. Vereinfacht ausgedrückt ist die latente Nachfrage eine Nachfrage, die zwar vorhanden ist, aber aus einer Vielzahl von Gründen, die meist mit der menschlichen Psychologie zu tun haben, durch die fehlende Kapazität des Straßennetzes gedämpft wird. Sobald dem Netz zusätzliche Kapazität hinzugefügt wird, materialisiert sich die latente Nachfrage in Form von tatsächlicher Nutzung.
Der Effekt wurde bereits 1930 erkannt, als ein leitender Angestellter einer elektrischen Eisenbahngesellschaft in St. Louis einer Verkehrskommission erklärte, dass die Verbreiterung von Straßen einfach nur mehr Verkehr und größere Staus produziere. In New York wurde er im Autobahnbauprogramm von Robert Moses, dem „Baumeister“ des New Yorker Stadtgebiets, deutlich erkennbar. So beschreibt es Moses’ Biograph Robert A. Caro in The Power Broker:
In den letzten zwei oder drei Jahren vor [dem Eintritt der Vereinigten Staaten in den Zweiten Weltkrieg] fingen einige Planer ... an zu verstehen, dass Straßen ohne ein ausgewogenes [Nahverkehrs-]System Verkehrsstaus nicht nur nicht verringern, sondern verstärken würden. Als Moses die Triborough Bridge öffnete, um die Queensboro Bridge zu entlasten, die Bronx-Whitestone Bridge öffnete, um die Triborough Bridge zu entlasten, und dann beobachtete, wie die Verkehrszahlen auf allen drei Brücken stiegen, bis alle drei so verstopft waren wie eine zuvor, konnten die Planer kaum die Schlussfolgerung vermeiden, dass „Verkehrserzeugung“ nicht länger eine Theorie, sondern eine bewiesene Tatsache war: Je mehr Autobahnen gebaut wurden, um Staus zu reduzieren, desto mehr Autos würden auf sie strömen und sie verstopfen und so den Bau weiterer Autobahnen erzwingen – die wiederum mehr Verkehr erzeugen und ihrerseits verstopft werden würden, in einer sich immer weiter ausdehnenden Spirale, die die schrecklichsten Folgen für die Zukunft New Yorks und aller städtischen Gebiete umfasste.
Denselben Effekt hatte man schon früher bei den neuen Parkways gesehen, die Moses in den 30er und 40er Jahren auf Long Island bauen ließ: Jedes Mal, wenn ein neuer Parkway gebaut wurde, staute sich der Verkehr dort schnell, aber die alten Parkways wurden nicht wesentlich entlastet.
Auch der Bau des Brooklyn-Battery Tunnels führte nicht zu einer Entlastung des Queens-Midtown Tunnels und der drei East-River-Brücken, wie Moses es erwartet hatte. 1942 konnte Moses die Realität nicht länger ignorieren, dass seine Straßen den Verkehrsfluss nicht in dem Maße verbesserten, wie er es erwartet hatte, aber seine Antwort auf das Problem war nicht, in den öffentlichen Nahverkehr zu investieren, sondern noch mehr Straßen zu bauen, in einem umfangreichen Programm, das den Neu- oder Ausbau von 300 Kilometern Straßen vorsah, einschließlich zusätzlicher Brücken, wie die Throgs Neck Bridge und die Verrazzano-Narrows Bridge. J. J. Leeming, ein britischer Straßenverkehrsingenieur und Geodät zwischen 1924 und 1964, beschrieb das Phänomen 1969 in seinem Buch Road Accidents: Prevent or Punish?:
Autobahnen und Umgehungsstraßen erzeugen Verkehr, das heißt, sie produzieren zusätzlichen Verkehr, zum einen dadurch, dass sie Menschen zum Autofahren veranlassen, die es sonst nicht getan hätten, weil die neue Route bequemer ist als die alte, zum anderen durch Menschen, die ihre direkte Strecke verlassen, um die Vorzüge der neuen Straße zu genießen, und zum dritten durch Menschen, die die umfahrenen Städte nutzen, weil sie für Einkäufe und Besuche attraktiver sind, nachdem der Durchgangsverkehr herausgenommen wurde.
Leeming führte als Beispiel für den beobachteten Effekt die Eröffnung des Doncaster Bypass-Abschnitts der A1(M) im Jahr 1961 an.
1998 zitierte Donald Chen den britischen Verkehrsminister mit den Worten: „Tatsache ist, dass wir unser Verkehrsproblem nicht dadurch lösen können, dass wir mehr Straßen bauen.“ In Südkalifornien kam eine Studie der Southern California Association of Governments 1989 zu dem Schluss, dass Maßnahmen zur Verringerung von Verkehrsstaus, wie zusätzliche Fahrstreifen oder die Umwandlung von Autobahnen in zweistöckige Straßen, nur einen kosmetischen Effekt auf das Problem hätten. Außerdem veröffentlichte die University of California at Berkeley eine Studie über den Verkehr in 30 kalifornischen Bezirken zwischen 1973 und 1990, die zeigte, dass bei jeder 10-prozentigen Erhöhung der Straßenkapazität der Verkehr innerhalb von vier Jahren um 9 Prozent zunahm. Eine Meta-Analyse aus dem Jahr 2004, die Dutzende von zuvor veröffentlichten Studien berücksichtigte, bestätigte dies: Im Durchschnitt führt eine 10-prozentige Erhöhung der Fahrbahnkilometer zu einem sofortigen Anstieg der zurückgelegten Fahrzeugkilometer um 4 Prozent, der in einigen Jahren auf 10 Prozent – die gesamte neue Kapazität – ansteigt.
Ein Aphorismus unter Verkehrsingenieuren lautet: „Der Versuch, Verkehrsstaus durch das Hinzufügen von mehr Kapazität zu heilen, ist wie der Versuch, Adipositas durch das Lockern des Gürtels zu heilen.“
Laut dem Stadtplaner Jeff Speck ist der „grundlegende“ Text über induzierte Nachfrage das 1993 erschienene Buch The Elephant in the Bedroom: Automobile Dependence and Denial von Stanley I. Hart und Alvin L. Spivak.

### Preis des Straßenverkehrs

Wenn sich das Angebot von A1 auf A2 erhöht, sinkt der Preis von P1 auf P2, und die konsumierte Menge steigt von M1 auf M2

Eine Autofahrt kann als mit Kosten oder Preisen verbunden angesehen werden (generalisierte Kosten g), die die Ex-Pocket-Ausgaben (z. B. Treibstoffkosten und Mautgebühren) und die Opportunitätskosten der Reisezeit umfassen, die üblicherweise als das Produkt aus Reisezeit und dem Gegenwert der Zeit der Reisenden berechnet werden.
Wenn die Straßenkapazität erhöht wird, steht zunächst mehr Straßenraum pro fahrendem Fahrzeug zur Verfügung als zuvor, so dass Staus reduziert werden und somit die Reisezeit verkürzt wird – was die generalisierten Kosten jeder Fahrt reduziert, indem es sich auf die im vorherigen Absatz erwähnten zweiten „Kosten“ auswirkt. In der Tat ist dies eine der Hauptbegründungen für den Bau neuer Straßenkapazitäten (die Verkürzung der Fahrzeiten).
Eine Änderung der Kosten oder des Preises einer Fahrt führt zu einer Änderung der konsumierten Menge. Dies lässt sich mit der einfachen Angebot und Nachfrage-Theorie erklären, die im Folgenden dargestellt wird.

#### Elastizität der Verkehrsnachfrage
Bei Straßen oder Autobahnen bezieht sich das Angebot auf die Kapazität und die verbrauchte Menge auf die zurückgelegten Fahrzeugkilometer. Die Größe des Anstiegs der verbrauchten Menge hängt von der Elastizität der Nachfrage ab.
Ein Überblick über die Verkehrsforschung zeigt, dass die Elastizität der Verkehrsnachfrage in Bezug auf die Reisezeit kurzfristig etwa −0,5 und langfristig −1,0 beträgt. Dies bedeutet, dass eine 1,0-prozentige Einsparung der Reisezeit innerhalb des ersten Jahres einen zusätzlichen Anstieg des Verkehrsaufkommens um 0,5 % bewirkt. Langfristig führt eine Einsparung von 1,0 % der Reisezeit zu einem Anstieg des Verkehrsaufkommens um 1,0 %.

### Ursachen des induzierten Verkehrs
Kurzfristig kann das erhöhte Verkehrsaufkommen auf neuen Straßen aus zwei Quellen stammen: Verlagerter Verkehr und induzierter Verkehr. Verlagerter Verkehr entsteht, wenn Menschen ihre Fahrt auf eine andere Straße verlegen (Änderung der Route) oder ihre Reise zeitlich verlagern (Änderung des Zeitpunktes). Zum Beispiel können Menschen früher zur Arbeit fahren, als sie es sonst tun würden, um Staus in Spitzenzeiten zu vermeiden – aber wenn die Straßenkapazität erweitert wird, sind die Staus in Spitzenzeiten geringer und sie können zu der von ihnen bevorzugten Zeit fahren.
Induzierter Verkehr entsteht, wenn neue Autofahrten erzeugt werden. Dies kann der Fall sein, wenn Menschen sich entscheiden, mit dem Auto statt mit öffentlichen Verkehrsmitteln zu fahren, oder wenn sie Fahrten unternehmen, die sie sonst nicht durchgeführt hätten.
Eine Verkürzung der Fahrtzeiten kann auch zu längeren Fahrten führen, da reduzierte Fahrtkosten die Menschen dazu bewegen, weiter entfernte Ziele zu wählen. Obwohl sich dadurch die Anzahl der Fahrten nicht erhöht, steigt die Anzahl der gefahrenen Kilometer. Langfristig verändert dieser Effekt die Landnutzungsmuster, da die Menschen weiter entfernte Wohn- und Arbeitsorte wählen, als sie es ohne die erweiterte Straßenkapazität getan hätten. Diese Entwicklungsmuster fördern die Abhängigkeit vom Auto, was zu den hohen langfristigen Nachfrageelastizitäten des Straßenausbaus beiträgt.

### Induzierter Verkehr und Verkehrsplanung

Der Teufelskreis der Bedarfsdeckung

Obwohl Planer bei der Planung neuer Straßen das zukünftige Verkehrswachstum berücksichtigen (dies ist oft eine scheinbar vernünftige Rechtfertigung für neue Straßen an sich – das Verkehrswachstum bedeutet, dass mehr Straßenkapazität erforderlich ist), wird dieses Verkehrswachstum aus der Zunahme des Autobesitzes und der wirtschaftlichen Aktivität berechnet und berücksichtigt nicht den Verkehr, der durch das Vorhandensein der neuen Straße induziert wird; das heißt, es wird angenommen, dass der Verkehr wachsen wird, unabhängig davon, ob eine Straße gebaut wird oder nicht.
In Großbritannien wurde die Idee des induzierten Verkehrs in den 70er, 80er und frühen 90er Jahren als Grund für Proteste gegen die Straßenbaupolitik der Regierung genutzt, bis sie als Ergebnis der eigenen Studie des Standing Advisory Committee on Trunk Road Assessment (SACTRA) von 1994 von der Regierung als gegeben akzeptiert wurde. Doch obwohl das Konzept des induzierten Verkehrs nun akzeptiert ist, wird es bei der Planung nicht immer berücksichtigt.

### Studien
Ein Vergleich der Stau-Daten von 1982 bis 2011 durch das Texas A&M Transportation Institute legte nahe, dass zusätzliche Straßen die Rate des Stauanstiegs reduzierten. Wenn die Erhöhung der Straßenkapazität an den Anstieg der Nachfrage angepasst wurde, wurde festgestellt, dass das Wachstum der Staus geringer war. Eine Meta-Analyse des Surface Transportation Policy Project aus dem Jahr 1999, die die Daten des Instituts verwendete, stellte jedoch fest, dass „Ballungsräume, die stark in den Ausbau von Straßenkapazitäten investierten, bei der Reduktion von Staus nicht besser abschnitten als Ballungsräume, die dies nicht taten.“
Andererseits fand eine Studie von Robert Cervero, Professor für Stadt- und Regionalplanung an der University of California, Berkeley, heraus, dass „über einen Zeitraum von sechs bis acht Jahren nach dem Autobahnausbau etwa zwanzig Prozent der hinzugefügten Kapazität erhalten werden und etwa achtzig Prozent absorbiert oder aufgezehrt werden. Die Hälfte dieser Absorption ist auf externe Faktoren, wie wachsende Bevölkerung und Einkommen, zurückzuführen. Die andere Hälfte ist auf induzierte Nachfrageeffekte zurückzuführen, vor allem auf höhere Geschwindigkeiten, aber auch auf verstärkte Bautätigkeit. Dies beschreibt die kalifornischen Entwicklungen von 1980 bis 1994. Ob sie auch andernorts zutreffen, ist natürlich nicht erwiesen.“

## Induzierte Nachfrage außerhalb des Verkehrsbereichs
Verkaufsautomaten sind ein weiteres Beispiel für induzierte Nachfrage. Da mehr Artikel eines bestimmten Produkts im Automaten verfügbar sind, ist es wahrscheinlicher, dass Verbraucher diese erwerben. Natürlich greift dieses Beispiel nur, wenn Nachfrage nach dem Artikel besteht und der Preis nicht prohibitiv hoch ist.

## Verringerung der Nachfrage (der umgekehrte Effekt)

Korridorkapazität und Infrastrukturkosten

Genauso wie eine steigende Straßenkapazität die Wegekosten senkt und damit die Nachfrage erhöht, wird auch das Gegenteil beobachtet – eine sinkende Straßenkapazität erhöht die Wegekosten, so dass die Nachfrage sinkt. Diese Beobachtung, für die es viele empirische Belege gibt, wird als verschwindender Verkehr bezeichnet, auch als Verkehrsverdrängung oder Verkehrsunterdrückung, oder, allgemeiner, als Nachfragerückgang. Die Sperrung einer Straße oder die Verringerung ihrer Kapazität (z. B. die Verringerung der Anzahl der Fahrstreifen) führt also zu einer Anpassung des Verhaltens der Verkehrsteilnehmer, um dies zu kompensieren – z. B. können die Menschen aufhören, bestimmte Fahrten zu unternehmen, mehrere Fahrten zu einer einzigen zusammenfassen, ihre Fahrten auf eine weniger stauanfällige Zeit verlegen oder auf öffentliche Verkehrsmittel, Fahrgemeinschaften, zu Fuß gehen, Fahrrad fahren oder kleinere Kraftfahrzeuge umsteigen, die weniger von „Straßendiäten“ betroffen sind, wie z. B. Motorräder, je nachdem, wie wichtig diese Fahrten sind oder wie groß die Verspätung ist, die sie erfahren.

### Studien
Im Jahr 1994 führte das britische Beratungsgremium SACTRA eine umfassende Untersuchung über die Auswirkungen einer Erhöhung der Straßenkapazität durch und berichtete, dass die Daten darauf hinausliefen, dass solche Erhöhungen oft zu einem erheblichen Anstieg des Verkehrsaufkommens führten. Daraufhin gaben London Regional Transport und das Department of the Environment, Transport and the Regions eine Studie in Auftrag, um herauszufinden, ob auch der umgekehrte Fall eintritt, nämlich dass bei einer Verringerung der Straßenkapazität auch eine Verringerung des Verkehrsaufkommens eintritt. Diese Folgestudie wurde von Sally Cairns, Carmen Hass-Klau und Phil Goodwin durchgeführt, mit einem Anhang von Ryuichi Kitamura, Toshiyuki Yamamoto und Satoshi Fujii, und 1998 als Buch veröffentlicht. Eine dritte Studie wurde von Sally Cairns, Steve Atkins und Phil Goodwin durchgeführt und im Jahr 2002 in der Zeitschrift Municipal Engineer veröffentlicht.
Die Studie von 1998 bezog sich auf etwa 150 Quellen, von denen die wichtigsten etwa 60 Fallstudien in Großbritannien, Deutschland, Österreich, der Schweiz, Italien, den Niederlanden, Schweden, Norwegen, den USA, Kanada, Tasmanien und Japan waren. Sie umfassten große innerstädtische Verkehrsmaßnahmen, um Fußgängerzonen für den Verkehr zu sperren, Maßnahmen zur ÖPNV-Bevorrechtigung (insbesondere Busfahrstreifen), Brücken- und Straßensperrungen für Wartungsarbeiten sowie Sperrungen aufgrund von Naturkatastrophen, meist Erdbeben. Die Studie aus dem Jahr 2002 fügte einige zusätzliche Fallstudien hinzu, darunter auch einige, die Radverkehrsanlagen beinhalten. Der Anhang von Kitamura und seinen Kollegen berichtete über eine detaillierte Studie zu den Auswirkungen des Erdbebens von Kōbe 1995 in Japan.
Insgesamt ergab sich auf den Straßen, deren Kapazität reduziert wurde, ein durchschnittlicher Rückgang der Verkehrsströme um 41 %, wovon etwas weniger als die Hälfte auf Alternativrouten nachgewiesen werden konnte. Im Durchschnitt verschwanden also etwa 25 % des Verkehrs. Die Analyse von Erhebungen und Verkehrszählungen ergab, dass das Verschwinden auf 15 bis 20 verschiedene Verhaltensweisen zurückzuführen war, darunter der Wechsel zu anderen Verkehrsmitteln, der Wechsel zu anderen Zielen, die Verringerung der Fahrtenhäufigkeit und Fahrgemeinschaften. Es gab eine große Streuung um diese durchschnittlichen Ergebnisse, wobei die größten Effekte bei groß angelegten Fußgängerzonen in deutschen Stadtzentren zu beobachten waren und die geringsten bei kleinen temporären Sperrungen mit guten Alternativrouten und kleinen Kapazitätsreduzierungen in nicht überlasteten Straßen. In einigen wenigen Fällen kam es sogar zu einem Anstieg des Verkehrsaufkommens, vor allem in Städten, die gleichzeitig mit der Eröffnung einer neuen Umgehungsstraße einige Straßen im Stadtzentrum geschlossen hatten.
Cairns et al. kamen zu dem Schluss:

„...Die Ergebnisse bestätigen die allgemeine Schlussfolgerung der ursprünglichen Studie - nämlich, dass gut konzipierte und umgesetzte Programme zur Umwidmung von Straßenraum weg vom Autoverkehr dazu beitragen können, die Bedingungen für Fußgänger, Radfahrer oder Nutzer des öffentlichen Verkehrs zu verbessern, ohne Staus oder andere damit verbundene Probleme signifikant zu erhöhen.“

Die Europäische Union hat ein Handbuch mit dem Titel Reclaiming city streets for people erstellt, das Fallstudien und Methoden zur Verkehrsverdrängung in städtischen Gebieten vorstellt.

### Beispiele aus der Praxis

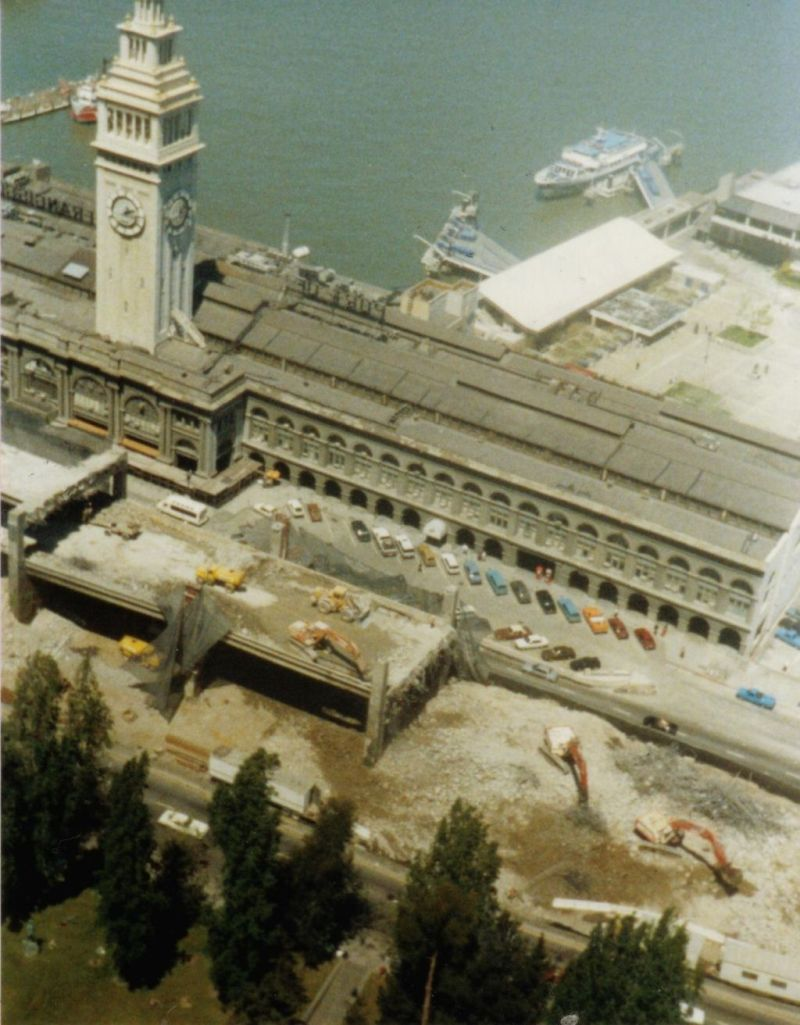
Teil des Embarcadero Freeway in San Francisco beim Abriss im Jahr 1991. Der Rückbau des Freeway veranschaulicht die Umkehrung der induzierten Nachfrage, Verringerung der Nachfrage.

Ein frühes Beispiel für den Effekt der reduzierten Nachfrage beschrieb Jane Jacobs in ihrem Standardwerk The Death and Life of Great American Cities von 1961. Jacobs und andere überzeugten die Stadt New York, die Straße zu schließen, die den Washington Square Park in Greenwich Village in zwei Hälften teilte, und auch die umliegenden Straßen nicht zu verbreitern, um die zusätzliche Kapazität zu schaffen, die sie aufgrund der Schließung der Straße tragen sollten. Die Verkehrsingenieure der Stadt erwarteten, dass das Ergebnis ein Verkehrschaos sein würde, aber tatsächlich trat der zusätzliche Verkehr nie auf, da die Autofahrer stattdessen die Gegend komplett mieden.
Zwei sehr bekannte Beispiele für eine geringere Nachfrage gab es in San Francisco und in Manhattan, wo der Embarcadero Freeway bzw. der untere Teil des erhöhten West Side Highway abgerissen wurden, nachdem Teile davon eingestürzt waren. Es wurden Befürchtungen geäußert, dass der Verkehr, der diese Autobahnen benutzt hatte, die lokalen Straßen überfordern würde, aber tatsächlich wurde der Verkehr nicht verdrängt, sondern verschwand größtenteils ganz. Eine Studie des New York State Department of Transportation zeigte, dass 93 % des Verkehrs, der den West Side Highway benutzt hatte, nicht verdrängt wurde, sondern einfach verschwand.
Nach diesem Vorbild wurden weitere Autobahnen, darunter Teile des Harbor Drive in Portland (Oregon), der Park East Freeway in Milwaukee, der Central Freeway in San Francisco und der Cheonggyecheon Freeway in Seoul (Südkorea) abgerissen, wobei der gleiche Effekt beobachtet wurde.

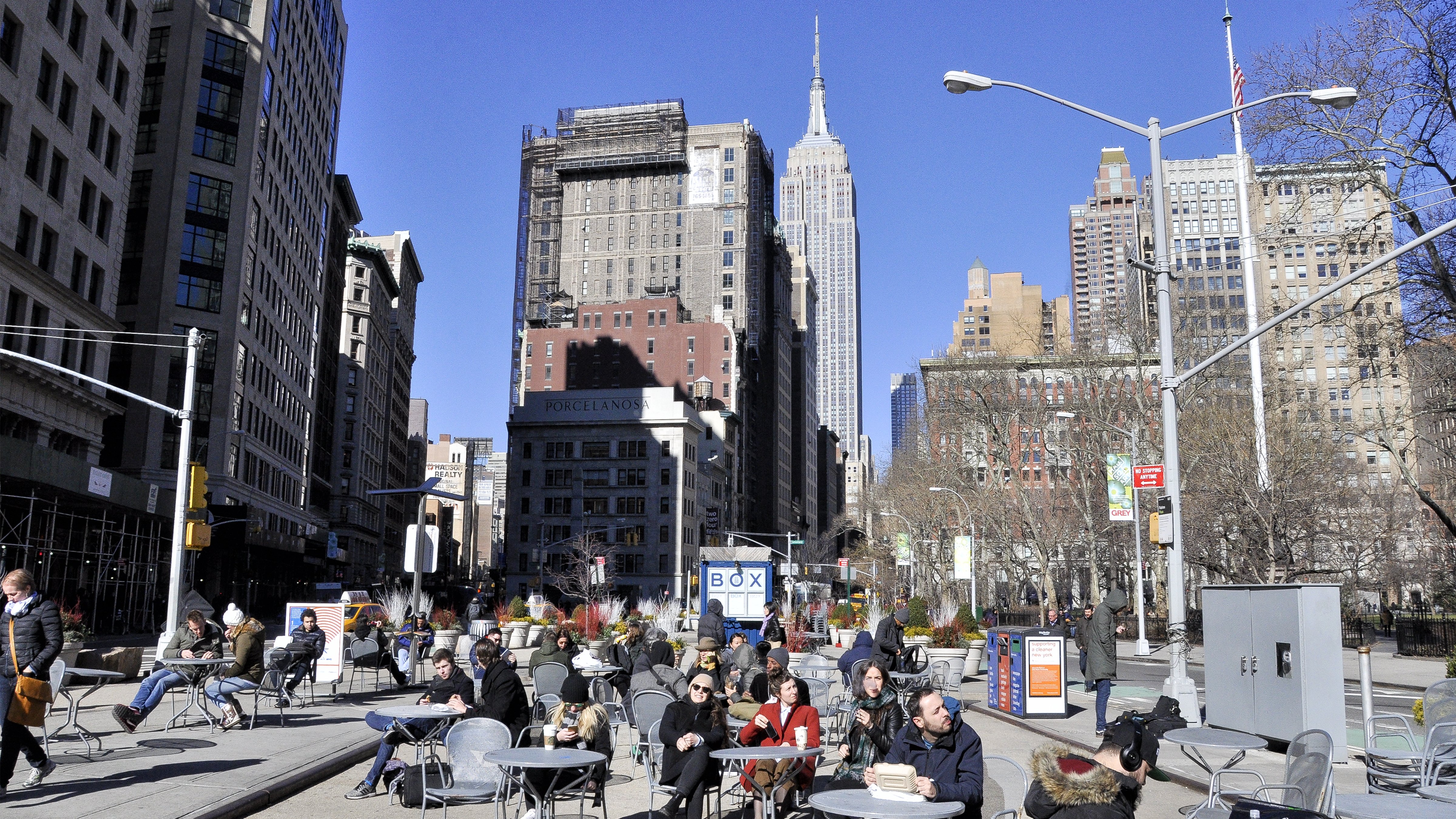
Eine Fußgängerzone am Broadway am Madison Square; das Empire State Building ist im Hintergrund zu sehen; der Broadway ist an dieser Stelle auf einen einzigen Fahrstreifen reduziert (rechts)

Es wird auch argumentiert, dass die Umwandlung von Straßen in Fußgängerzonen positive Auswirkungen auf die Umwelt und die Verkehrsbelastung hat, wie zum Beispiel beim Stadtkern von Florenz (Italien). In New York City wurden, nachdem Bürgermeister Michael Bloombergs Plan für eine City-Maut in Manhattan von der New York State Assembly abgelehnt wurde, Teile des Broadways am Times Square, Herald Square und Madison Square in Fußgängerzonen umgewandelt und Fahrstreifen in anderen Bereichen zugunsten von geschützten Fahrradwegen außer Betrieb genommen, wodurch die Nutzung des Broadways als Durchgangsstraße eingeschränkt wurde. Infolgedessen wurde der Verkehr auf dem Broadway reduziert und die Geschwindigkeit des Verkehrs in diesem Gebiet gesenkt. Eine weitere Maßnahme war der Ersatz von Durchgangsfahrbahnen auf einigen der Nord-Süd-Avenues in Manhattan durch eigene Linksabbiegestreifen und geschützte Radfahrstreifen, wodurch die Kapazität der Avenues reduziert wurde. Die Bloomberg-Administration war in der Lage, diese Änderungen umzusetzen, da sie keine Zustimmung der staatlichen Legislative erforderten.
Trotz des Erfolgs der Broadway-Fußgängerzonen in Manhattan waren Fußgängerzonen, bei denen der gesamte Verkehr aus den Einkaufsstraßen entfernt wird, im Allgemeinen in den USA nicht erfolgreich, was zu der Schlussfolgerung führt, dass nur bestimmte Gebiete – wie z. B. in Universitätsstädten und Ferienorten, die bereits eine ausreichende Bevölkerungsdichte oder einen ausreichenden Fußgängerverkehr aufweisen – diesen Weg erfolgreich beschreiten können. Von den etwa 200 Fußgängerzonen, die seit den 1970er Jahren in den USA entstanden sind, blieben bis 2012 nur etwa 30 übrig, und viele davon befanden sich in ärmeren Gegenden ihrer Städte. Die Ausnahmen, darunter die Third Street Promenade in Santa Monica (Kalifornien) und die 16th Street in Denver (Colorado) sind Indikatoren dafür, dass die Umwandlung von Einkaufsstraßen in Fußgängerzonen erfolgreich sein kann, wenn entsprechende Voraussetzungen gegeben sind. Einige der gescheiterten Fußgängerzonen haben sich inzwischen positiv entwickelt, indem sie einen begrenzten Autoverkehr wieder zulassen.
Wie beim Autoverkehr verringert eine Angebotsreduktion im öffentlichen Personennahverkehr bis zu einem gewissen Grad die Nutzung dieser Verkehrsmittel, wobei Fahrten wiederum aufgegeben oder auf den Individualverkehr verlagert werden können.